# Fillyra (Rhodope)
Fillyra (græsk: Φιλλύρα) er en landsby og en tidligere kommune i den regionale enhed Rhodope i  Østmakedonien og Thrakien, Grækenland. Siden kommunalreformen i 2011 er den en del af kommunen Arriana, hvor den er sæde og en kommunal enhed. Den kommunale enhed har et areal på 236.502 km2. I 2011 var dens befolkning 7.583. Det tyrkiske navn for Fillyra er Sirkeli, hvilket betyder "med eddike".